# Couvreux (rivier)
De Couvreux of Couvreu in Frankrijk is een riviertje in de Belgische provincie Luxemburg, die ontspringt in het Bois d'Arrentement ten noorden van het gelijknamige plaatsje Couvreux. Hierna stroomt ze langs het plaatsje Montquintin en vormt tot Écouviez 2½ km de grens tussen België en Frankrijk. Hierna stroomt de Couvreux nog ruim 2 km door de gemeente Écouviez voordat ze tussen deze plaats en Torgny uitmondt in de Ton.